# Grupa prosta
Grupa prosta – nietrywialna grupa niemająca właściwych podgrup normalnych, czyli jedynymi podgrupami normalnymi są w niej grupa trywialna i ona sama.

## Przykład
- Grupa cykliczna Z3 jest prosta. Jeśli H jest podgrupą tej grupy, to jej rząd (liczba elementów) musi być dzielnikiem 3 (rzędu G). Ponieważ 3 jest liczbą pierwszą, jej jedynymi dzielnikami są 1 i 3, więc H jest albo trywialna albo równa G. Przykładem grupy która nie jest prosta jest Z12. Podgrupa składająca się z elementów 0, 4 i 8 jest podgrupą rzędu 3 i jest dzielnikiem normalnym Z12, ponieważ jest przemienna.
- Podobnie grupa addytywna Z (wszystkich liczb całkowitych) nie jest prosta – zbiór liczb parzystych jest jej nietrywialną podgrupą normalną.
- Analogiczne rozumowanie można zastosować do wszystkich grup przemiennych, i pokazać, że jedynymi grupami przemiennymi, które są proste, są grupy cykliczne o liczbie elementów będącej liczbą pierwszą.
- Grupy Mathieu.

## Klasyfikacja
Klasyfikacja nieprzemiennych grup prostych jest znacznie bardziej skomplikowana. Najmniejszą z takich grup jest grupa alternująca A5 i można pokazać, że każda grupa prosta rzędu 60 jest z nią izomorficzna.
Grupy proste stanowią "klocki" z których zbudowane są wszystkie grupy skończone, w podobnym znaczeniu jak liczby pierwsze stanowią klocki z których zbudowane są wszystkie liczby naturalne. Klasyfikacja skończonych grup prostych, zakończona w 1982 roku, jest jednym z największych dotychczas zrealizowanych projektów w matematyce. 
Twierdzenie Feita–Thompsona mówi, że każda grupa nieparzystego rzędu jest rozwiązalna. Wynika z tego że każda skończona grupa prosta jest grupą cykliczną o rzędzie pierwszym albo ma rząd parzysty.
Istnieją różne nieskończone grupy proste: przykładami takich grup są proste grupy Liego i grupy Thompsona T i V.